# Lee Shubert
Levi "Lee" Shubert (Vladislavov, 25 de março de 1871 - Nova Iorque, 25 de dezembro de 1953) foi um empresário e produtor teatral estadunidense, presidente da Shubert Theatrical Enterprises (atual The Shubert Organization), que administrava metade dos teatros da Broadway. A fortuna da família Shubert foi estimada em 400 milhões de dólares.

## Biografia
Lee Shubert nasceu em Vladislavov, no Governorado de Suwałki, Congresso da Polônia, uma parte do Império Russo (atual Kudirkos Naumiestis, Lituânia). Ele tinha 11 anos quando sua família emigrou para os Estados Unidos e se estabeleceu em Syracuse, estado de Nova York, que era um reduto da comunidade judaica na cidade.
O alcoolismo de seu pai dificultou a situação financeira da família, e Lee começou a trabalhar vendendo jornais na esquina de uma rua. Com dinheiro emprestado, ele e os irmãos mais novos, Sam S. Shubert e Jacob J. Shubert, embarcaram em um arriscado negócio que os levou a se tornarem empresários bem-sucedidos de vários teatros em Nova York. Os irmãos expandiram os negócios para a cidade e, no final de março de 1900, alugaram o Teatro Herald Square, na esquina da Broadway com a 35th Street, em Manhattan.
Em 1905, após a morte de seu irmão Sam em um acidente ferroviário, Lee e Jacob assumiram o controle da companhia. Pouco antes da Segunda Guerra Mundial, os dois já administravam metade dos mais de 40 teatros na "Great White Way" e controlavam mais 15 em outras cidades. A Shubert Theatrical Enterprises passou a ser formalmente conhecida como Select Theatres Corporation, mas na Broadway era simplesmente chamada de The Shuberts.
Lee Shubert também foi responsável pelo primeiro sucesso de Carmen Miranda nos Estados Unidos. Em 1939, durante uma viagem ao Rio de Janeiro, o empresário assinou um contrato com ela para a revista musical The Streets of Paris.

## Vida pessoal e morte
Lee Shubert casou-se em 1949 com Marcella Swanson e morreu aos 82 anos, em 25 de dezembro de 1953, após quatro dias internado no Hospital Mount Sinai.